# 張琦 (光緒進士)
張 琦（ちょう き）は、清朝の政治家。甘粛省西寧府西寧県の人。字は翰風。号は宛隣。
光緒9年（1883年）に癸未の殿試を受け、第二甲第四十九名に入り進士出身を賜る。同年5月、翰林院で庶吉士となる。光緒15年（1889年）4月、散館試を受験し、知県即用となった。